# آلام العظم
آلام العظم هو ألم قادم من العظام.حيث يحدث كنتيجة لمجموعة واسعة من الأمراض أو الحالات البدنية، وقد تضر بشدة جودة حياة المرضى ممن يعانوا منه.ينتمي ألم العظم لفئة الألم الجسدي العميق، في كثير من الأحيان يتم اختباره كألم أصم لا يمكن للمريض تحديد موقعه بدقة.ذلك على العكس من الألم المُنظم بواسطة المستقبلات السطحيه في الجلد.لألم العظم احتمالات متعدده تتنوع من التوتر البدني الشديد للأمراض الخطيرة كالسرطان .للعديد من السنوات، كان من المعروف أن العظام مزودة بالأعصاب الحسيه، لكن التشريح الدقيق غير واضح وذلك بسبب التناقض بين الخصائص الفيزيائية للعظم والأنسجة العصبية.حديثا، أصبح من الواضح ماهية أنواع الأعصاب والجزء من العظم المزود بها.طبقة السمحاق لأنسجة العظم تكون ذات استجابه عاليه للألم، وسببا هاما للألم في العديد من الحالات المرضيه المسببه لألم العظم مثل الكسور، هشاشة العظام إلى آخره.على الرغم من أن، في حالات متعددة، بطانة العظم وإمدادات هافرسيان العصبية يبدوا أنها تلعب دور هام في؛ على سبيل المثال لين العظام، نخر العظم وغيره من أمراض العظام، كل مع مصادر متعددة أو أصول محتمله للسبب.

## السبب
هنالك عدد من الأمراض قد تسبب ألام العظم بما في ذلك ؛هشاشة العظام، مرض باجيت، فقر الدم المنجلي، المايلوما وسرطان العظام.من منظور الرعاية الصحيه، فمن المهم معرفة أي مرض يؤثر علي المريض كي يمكن تقديم العلاج بطريقة مناسبه.
ساركومة عظميه
مرض لايم

### السرطان
الالم الناتج عن سرطان داخل العظام واحد من الأنواع الخطيره للألم وذلك بسبب حدته وتفرده مع الاحترام لأشكال الالم الأخرى حيث تم البحث عنه بشده.علي حسب الدراسات لسرطان العظام في نموذج فخذ الفأر، تم اثبات ان ألام العظام متعلقه بالسرطان حيث يحدث كنتيجه لتحطيم انسجة العظم. التغيرات الكيميائية الحادثه خلال النخاع الشوكي كنتيجة لتدمير العظم، يعطي رؤيه اوضح لآلية ألم العظم.
خلايا السرطان النقيلي في كثير من الأحيان تعمل علي استقرار نفسها داخل الهيكل العظمي.عندما تنتشر الخلايا السرطانيه، الديناميكا الميكانيكيه لمصفوفة العظم تصبح اضعف بسبب ضعف قوة الهيكل العظمي.وهذا يؤدي الي تعقيدات متعدده أخرى خلال الجسم كله كالألم، لذلك تقلل جودة حياة المريض.
تتكون اورام العظم من خليط من أنواع الخلايا بما في ذلك السرطان، خلايا جهاز المناعة. عادة، تفرز خلايا الورم عوامل النمو التي تنشط المستقبلات القريبه للواردات العصبية الرئيسيه.
تنشيط المستقبلات العصبية تكون عامل مشترك للإحساس بالألم.بالاضافه الي ذلك، التهاب الدهون يسمي بروستجلاندين والتي يتم إنتاجها بمعدلات عالية بواسطة خلايا السرطان داخل الاورام، وتفعيل nociceptor عندما تتحد مع بعضها.

## الفسيولوجيا المرضيه
تحفيز الالياف العصبية المتخصصه والحساسه للألم ( nociceptors ) التي تعصب انسجة العظم تؤدي إلى الإحساس بألم العظم.الم العظم ينشأ عن كلا من السمحاق ونخاع العظام التي تتابع الإشارات إلى الدماغ، حيث تخلق الإحساس بالألم.أنسجة العظام يتم تعصيبها بكل من الأعصاب الحسيه الميالينيه ( الياف A Beta، A Delta ) والغير ميالينيه ( الياف C ). في الجمع، يمكنهم توفير الاندفاع الأولي للالم، حيث يتم بدءها بالاعصاب الميالينيه السريعه، يتبعا ألم اصم بطيئ وأطول يتم بدءه بواسطة الالياف الغير ميالينيه.
nociceptor مسؤولة عن ألم العظم، يتم تنشيطها بواسطة اليات متعددة بما في ذلك تدهور الانسجه المحيطه بها، تحطيم العظام، توتر بدني حيث تتشارك ؛ العظم، الأوعية الدموية، العضلات، الانسجه العصبية.

## الأطفال
الأسباب:
- سرطان الدم الحاد
- الحمي الروماتزميه الحاده، أمراض القلب هي أمراض خطيرة للغايه يمكن أن تسبب ضرر دائم.
- التهاب كيسي
- فيبروميالجيا:مثل هذه الأعراض تم دراستها كسبب لالم المفصل في الطفل
- فرط كالسيوم الدم
- متلازمة فرط الحركة: من الممكن وجودها مع الم الركبة والكاحل.
- الاصابه مثل الكسر
- التهاب المفصل الرثواني الشبابي
- الذئبه
- مرض لايم: الذي ينتقل عن طريق القراد وتتميز بالتهاب المفصل، أعراض عصبيه وحمي هجريه

التهاب العظم والنقي
- ساركومه عظميه
- التهاب المفصل الانتاني، العدوي الخطيره للمفصل قد تسبب تحطيم دائم للمفصل

الزليل
- الأمراض الفيروسيه بما في ذلك الحصبه والانفلونزا وتعدد كريات الدم البيضاء وجدري الماء والنكاف .

الأسباب الشائعة لالم المفصل والعظم في البالغين كهشاشة العظام، الالتهاب النقرسي تكون نادرة في الأطفال، حيث هذه الأعراض كتتابع للارتداء والتمزق المزمن للعديد من السنوات.

## العلاج
استخدام التخدير داخل العظم الفعلي كعلاج شائع لعدة سنوات.هذه الطريقة توفر نهجا مباشرا عن طريق استخدام المسكنات للتخفيف عن الشعور بالألم.طريقة أخرى شائعة لعلاج الم العظم هي العلاج الاشعاعي ،حيث يتم تقديمه بصورة امنه بجرعه قليله.العلاج الاشعاعي يستخدم النظائر المشعه وغيرها من الجزيئيات الذرية لتحطيم الحمض النووي في الخلايا مما يؤدي الي موت الخلايا.يتم استهداف الاورام السرطانيه، العلاج الاشعاعي يمكن أن يؤدي الي نقص الورم في الحجم مع تدميره.هنالك شكل من اشكال العلاج الاشعاعي غالبا ما يستخدم في حالات سرطان العظام وهو العلاج بالنظائر المشعه التي تستهدف أقسام من العظم وبخاصة الورم الخبيث.
في حالة كسور العظام، العلاج الجراحي عامة هو الأكثر فعاليه.المسكنات يمكن استخدامها جنبا الي جنب مع العملية الجراحيه للمساعده في تخفيف الام العظم التالف.

## الأبحاث
نماذج الفئران والحيوانات الأخرى يتم استخدامهم بشكل كبير لتحديد كثافة الخلايا العصبية في انسجة العظام، وآليات الحفاظ علي تلك الآلام.هذه المعلومات ذات صله لتحديد المكونات البيولوجية والفسيولوجيه للالم في العظم.بواسطة إنشاء خريطيه تفصيليه للأعصاب المارة خلال مقاطع مختلفة للعظم، من الممكن تحديد موقع العظم ممن لديه خطر عالي للتعرض لآلام العظام. يتمركز العلاج على المكونات البيولوجية مثل مستقبلات القنب، يتم استخدامهم لاختبار التأثير.
عن طريق التأثير في نموذج الفأر، تم اظهار أن تنشيط مستقبلا CB-1 يساعد في تقليل ردود الفعل المرتبطه بالألم الحاد مشيرة الي تخفيف ألم العظام.لذلك، الهدف الجديد للعلاج المحتمل هو تفعيل مستقبلات CB-1 .الأبحاث الحديثة والتقنيات تحاول تزويد طرق أكثر فعالة وتدوم أطول.لعلاج آلام العظم يتم عن طريق إضافة وتطوير معرفة فسيولوجيه جديدة للانسجه العصبية للعظم.